# 토마스 두쿠르스
토마스 두쿠르스(라트비아어: Tomass Dukurs, 1981년 7월 2일~)는 라트비아의 스켈레톤 선수이다. 올림픽에서 은메달을 2개 획득한 스켈레톤 선수인 마르틴스 두쿠르스의 형이다.